# گوتلیب تاسلر
گوتلیب تاسلر (انگلیسی: Gottlieb Taschler؛ زادهٔ ۲۱ اوت ۱۹۶۱) ورزشکار دوگانه اهل ایتالیا است.